# Кисс, Виолетта Николаевна
Виолетта Николаевна Кисс (22 июня 1925, Ярославль — 9 января 1994, Москва) — советская акробатка, жонглёр-антиподист, режиссёр, педагог, заслуженная артистка РСФСР (1972).

## Биография
Родилась в 1925 году в Ярославле в семье цирковой династии Кисс, ее дед Александр Генрихович на манеже с конца 1890-х годов, ее отец Николай Александрович на манеже с 1907 года. Виолетта Николаевна вышла на манеж в возрасте 7 лет, принимая участие в акробатических номерах, с 1939 года выступала в дуэте с родным братом — Александром Николаевичем (народным артистом РСФСР). Их дуэт получил всемирное признание и оказал существенное влияние на развитие искусства циркового жонглирования. Выполняемые дуэтом трюки и на сегодняшний день являются трудно достигаемой вершиной.
После тридцати лет выступлений оставила манеж в 1966 году. Планировала стать цирковым дирижером, однако по совету директора ГУЦЭИ А. Волошина перешла на работу режиссёром-педагогом в Государственное училище циркового и эстрадного искусства. Занималась педагогической деятельностью более пятнадцати лет.
В 1977 году окончила театроведческий факультет Государственного института театрального искусства (ГИТИСа).
Среди ее учеников можно выделить жонглёров С. Игнатова, Николая Кисса, А. Попова, антиподистку Т. Пузанову, эквилибристку С. Гололобову.
Умерла в 1994 году. Похоронена на Химкинском кладбище.

## Награды и звания
- Орден «Знак Почёта» (9 октября 1958)[5].
- Заслуженный артист РСФСР (14 февраля 1972).